# Bellfountain (Oregón)
Bellfountain es un lugar designado por el censo ubicado en el condado de Benton en el estado estadounidense de Oregón. En el año 2010 tenía una población de 75 habitantes.

## Geografía
Bellfountain se encuentra ubicado en las coordenadas 44°21′55.42″N 123°21′21.35″O / 44.3653944, -123.3559306.